# Cal·ló d'Egina
Cal·ló d'Egina (grec antic: Κάλλων, llatí: Callon) fou un artista escultor nascut a l'illa d'Egina deixeble d'Angelió i de Tecteu, que al seu torn eren deixebles de Dipè i Escil·lis, segons que diu Pausànies.
Va viure poc abans del 500 aC. Pausànies diu que era contemporani de Cànac de Sició el vell (que va florir del 540 aC al 508 aC). Va deixar, pel cap baix, dues estàtues: un trípode ornamentat amb una estàtua d'una Cora i un xóanon d'Atena.